# Lori Forte
Lori Forte ist eine US-amerikanische Filmproduzentin. Bekannt wurde sie insbesondere als Produzentin der Ice-Age-Serie.

## Leben
Forte trat seit Ende der 1990er Jahre als Produzentin von Animationsfilmen in Erscheinung. Sie arbeitete zunächst für die Animationsfilmabteilung der 20th Century Fox. 2002 produzierte sie den Animationsfilm Ice Age. Die Idee zum Film hatte Forte gemeinsam mit Fox und den Blue Sky Studios entwickelt. Mit einem weltweiten Einspielergebnis von 383 Mio. US-Dollar zählte der Film zu den großen Hits des Kinojahres 2002. Auch bei allen nachfolgenden Teilen der Serie und den Kurzfilmen zeichnete sie bei den Blue Sky Studios für die Produktion der Filme verantwortlich.
Die Produktion des Animationsfilms Ferdinand – Geht STIERisch ab! brachte ihr und Carlos Saldanha bei der Oscarverleihung 2018 eine Nominierung für den besten animierten Spielfilm ein.
Vor ihrer Tätigkeit als Produzentin unterrichtete sie am American Film Institute. Sie ist Mitglied der Producers Guild of America.

## Filmografie (Auswahl)
Producer
- 2002: Ice Age
- 2006: Ice Age 2 – Jetzt taut’s (Ice Age: The Meltdown)
- 2006: Keine Zeit für Nüsse (No Time for Nuts, Kurzfilm)
- 2008: Surviving Sid (Kurzfilm)
- 2009: Ice Age 3 – Die Dinosaurier sind los (Ice Age: Dawn of the Dinosaurs)
- 2010: Scrat’s Continental Crack-Up (Kurzfilm)
- 2011: Scrat’s Continental Crack-Up: Part 2 (Kurzfilm)
- 2011: Ice Age – Eine coole Bescherung (Ice Age: A Mammoth Christmas, Kurzfilm)
- 2012: Ice Age 4 – Voll verschoben (Ice Age: Continental Drift)
- 2013: Epic – Verborgenes Königreich (Epic)
- 2015: Cosmic Scrat-tastrophe (Kurzfilm)
- 2016: Ice Age 5 – Kollision voraus! (Ice Age: Collision Course)
- 2016: Scrat: Spaced Out (Kurzfilm)
- 2017: Ferdinand – Geht STIERisch ab! (Ferdinand)

Executive Producer
- 1999: Bartok der Großartige (Bartok the Magnificent)
- 2016: Ice Age – Jäger der verlorenen Eier (Ice Age: The Great Egg-Scapade, Kurzfilm)